# 普蘭區
6°44′17″S 78°55′06″W / 6.7380°S 78.9183°W
普蘭區（西班牙語：Distrito de Pulán），是秘魯的一個區，位於該國北部卡哈馬卡大區的聖克魯斯省，始建於1950年4月21日，面積155.7平方公里，海拔高度2,065米，2005年人口5,213，人口密度每平方公里33人。